# ناحیه سیرونکو
ناحیه سیرونکو (به لاتین: Sironko District) یک منطقهٔ مسکونی در اوگاندا است که در استان شرقی، اوگاندا واقع شده‌است. ناحیه سیرونکو ۲۳۹٬۶۰۰ نفر جمعیت دارد و ۱٬۴۲۰ متر بالاتر از سطح دریا واقع شده‌است.